# 元朗安寧路
元朗安寧路（英語：Yuen Long On Ning Road）是香港新界西元朗市中心的一條主要街道，呈東西走向，全長約780米，整條街道橫貫元朗市心臟地帶。

## 路線及途經地方

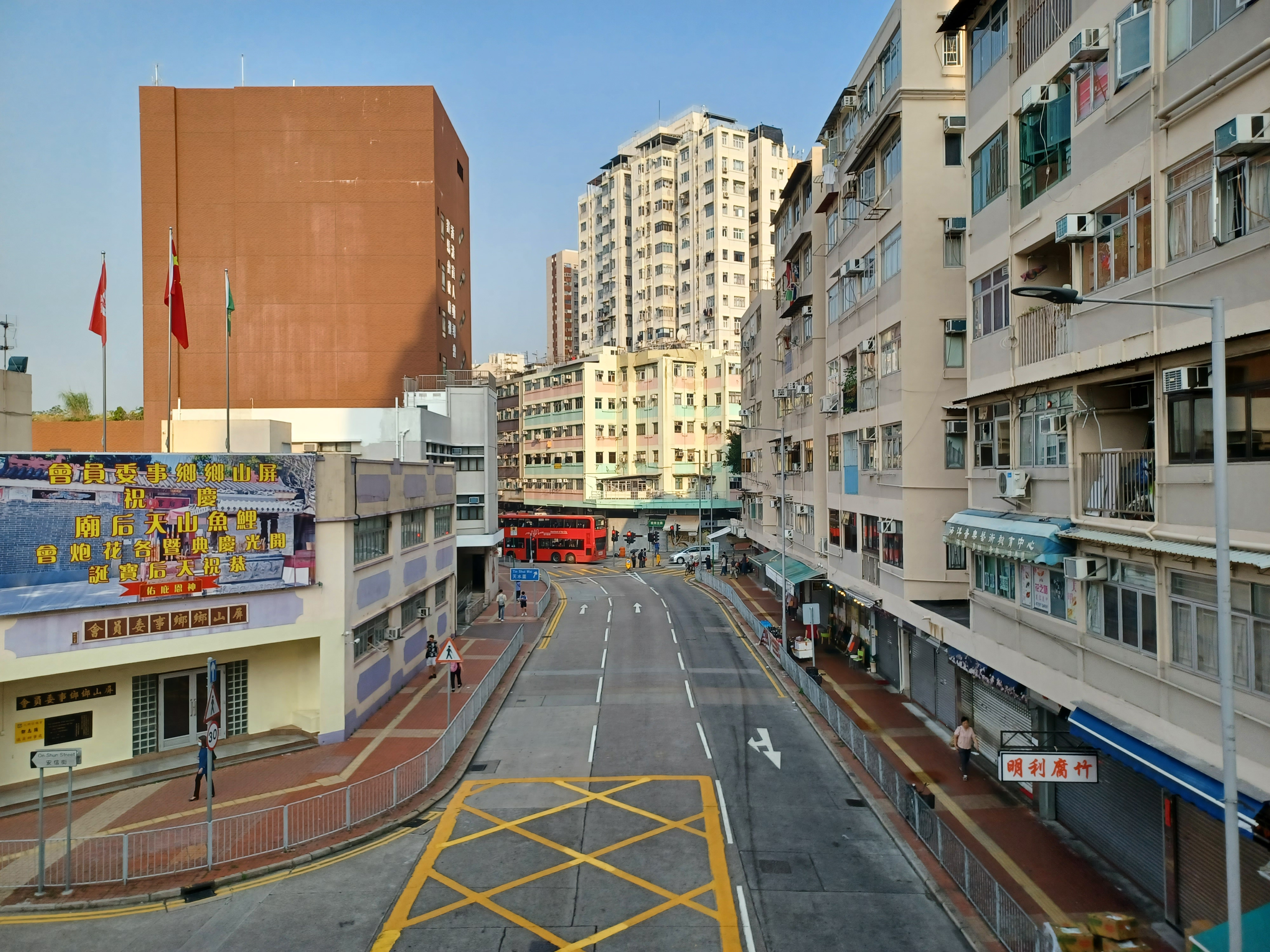
元朗安寧路近屏山鄉鄉事委員會

元朗安寧路由媽廟路至西堤街，其中屏會街以西的路段是單向西行，橫洲路以東的路段則單向東行，其餘路段是雙向道路。由媽廟路起途經家計會元朗診所、屏山鄉鄉事委員會、新界社團聯會元朗中醫醫療中心、基督教香港信義會啟信學校、山貝河（元朗大坑渠）等地方。

## 沿線交匯道路

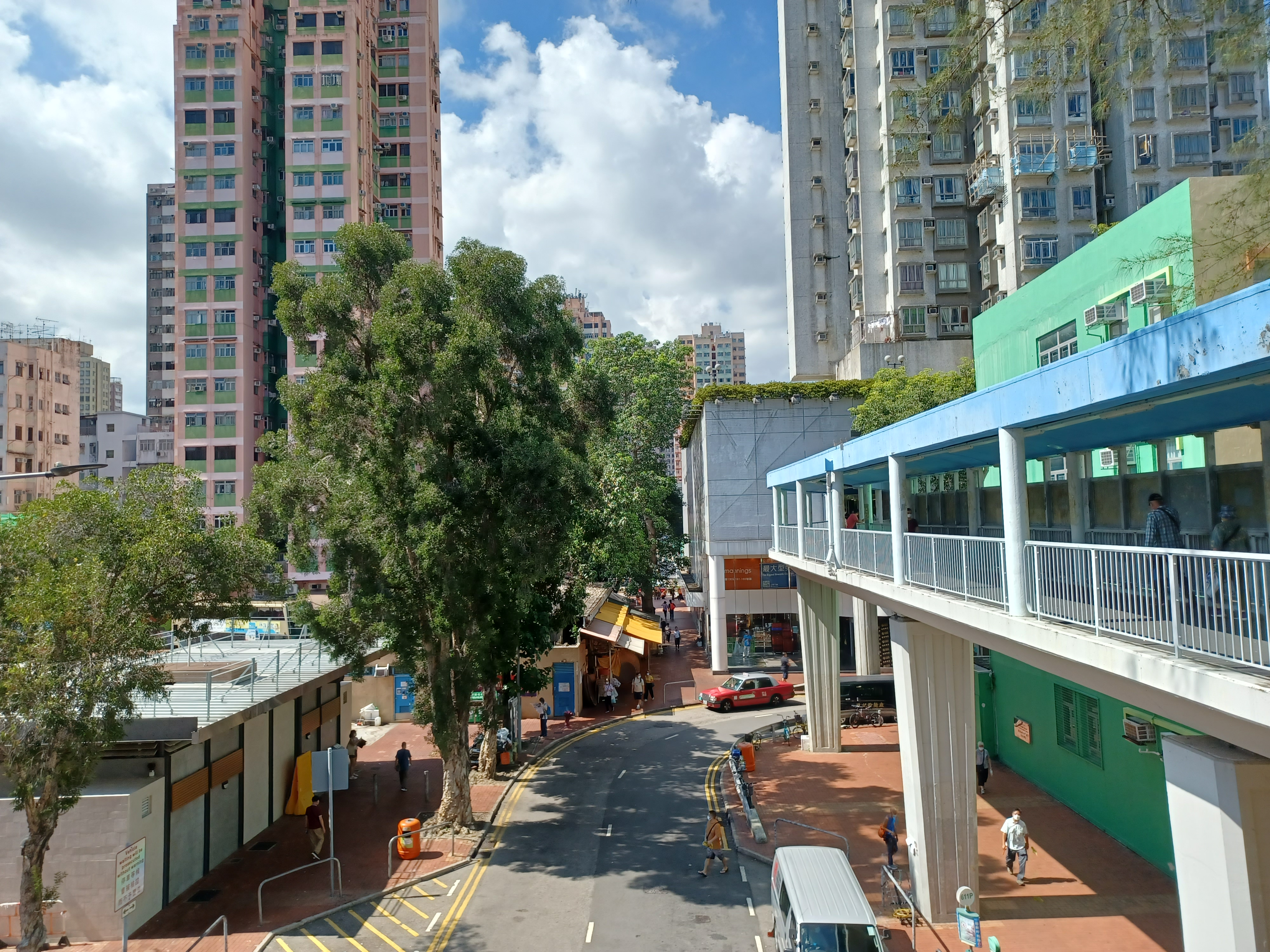
安信街近基督教香港信義會啟信學校

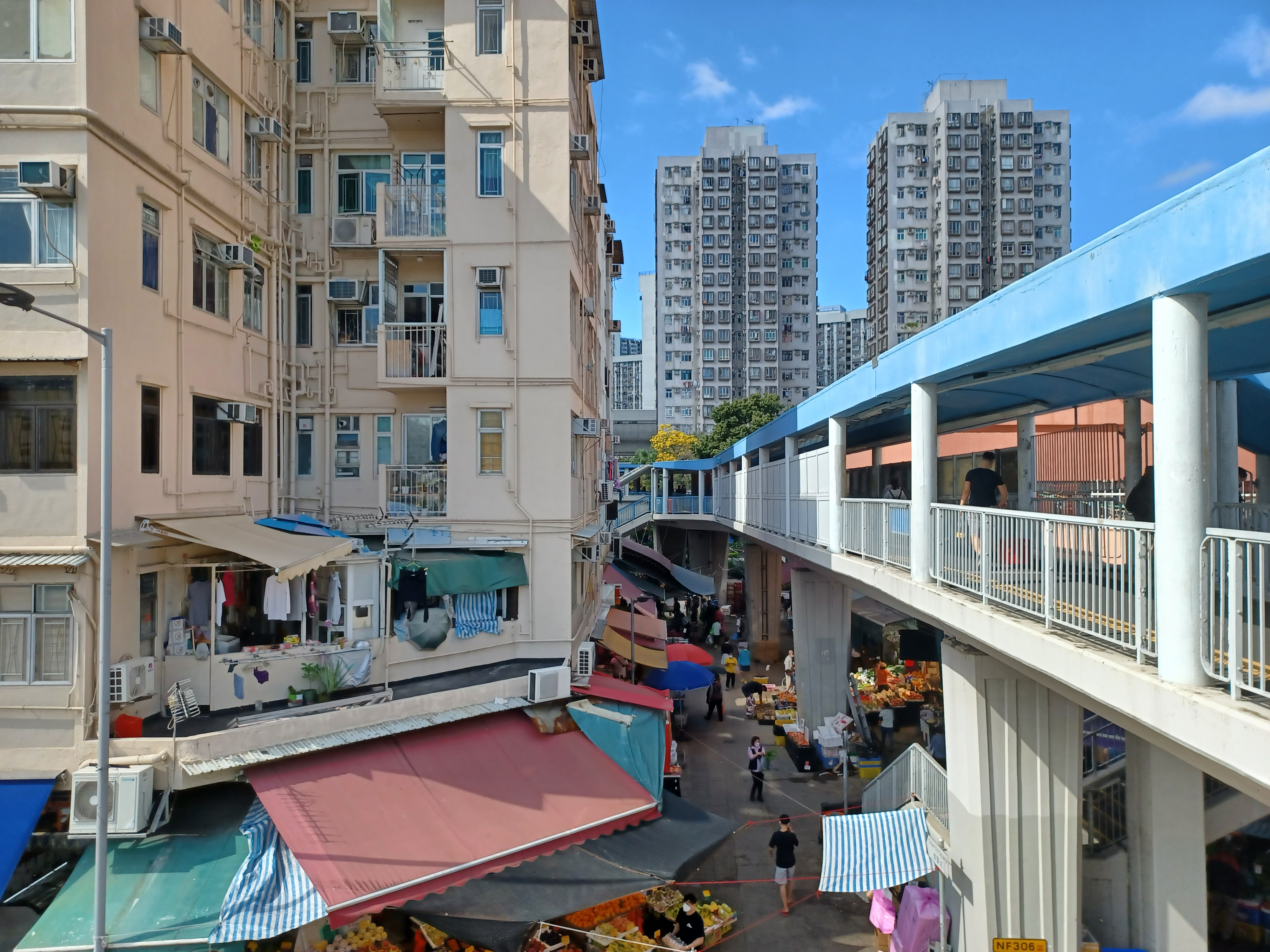
俊賢坊近元朗安寧路

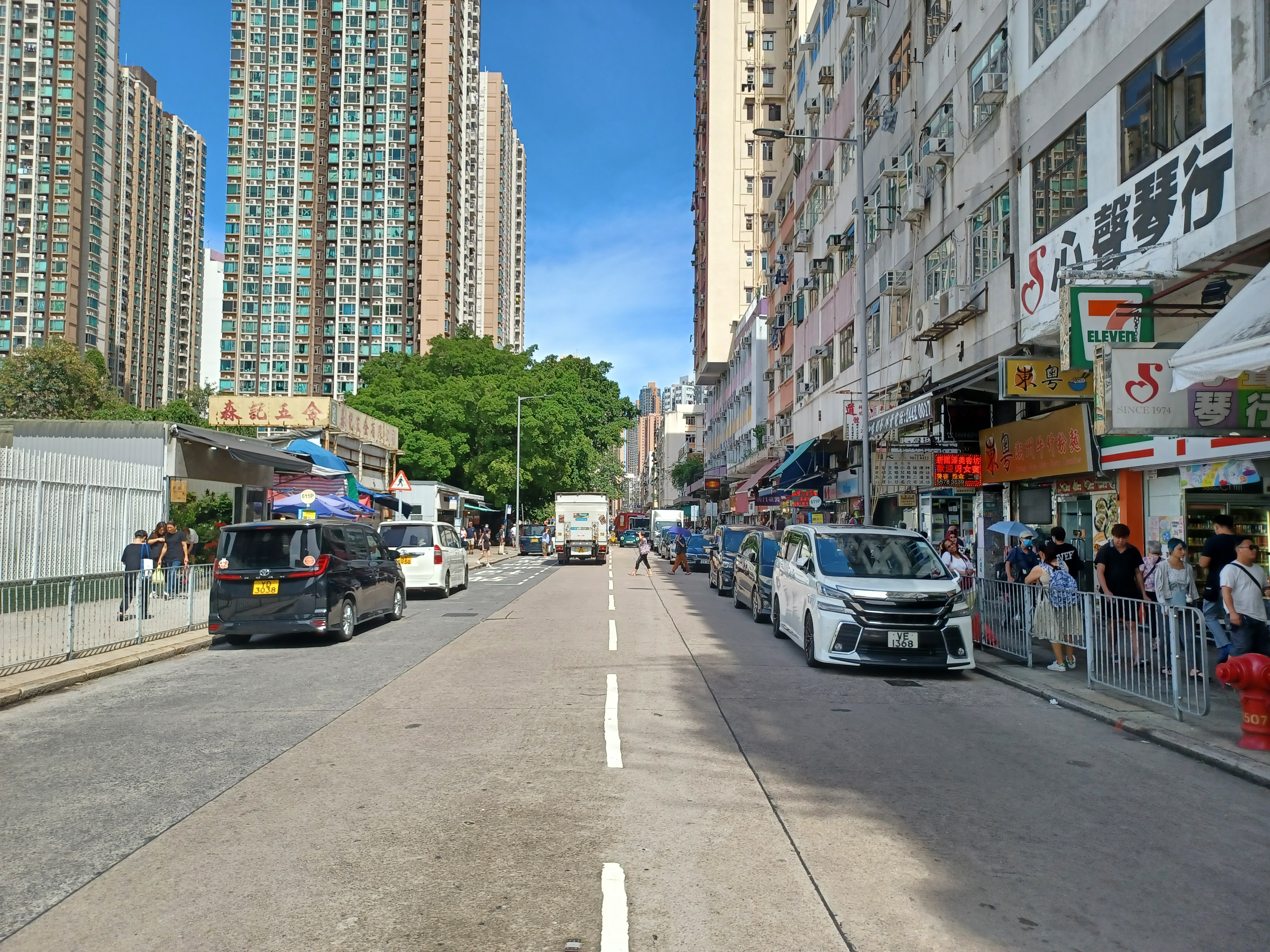
元朗安寧路近壽富街

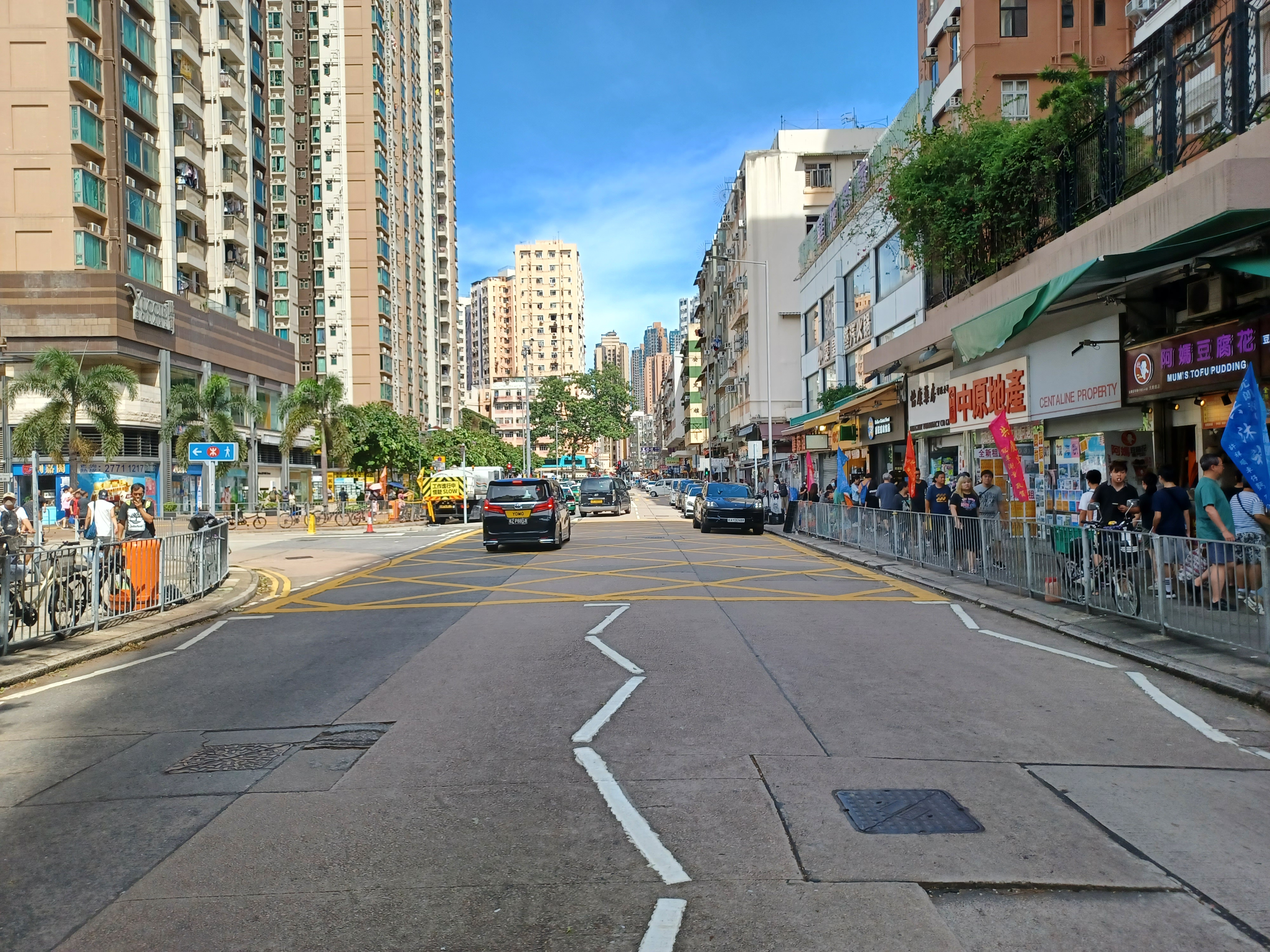
元朗安寧路近大橋路

道路中段與多條道路相接，由西至東分別為：
- 媽廟路
- 屏會街
- 屏昌徑（行人路）
- 安信街
- 俊賢坊（行人路）
- 屏信街
- 擊壤路
- 保輝徑（行人路）
- 喜利徑（行人路）
- 壽富街
- 橋樂坊
- 大橋路
- 福日徑（行人路）
- 同樂街
- 橫洲路
- 元朗炮仗坊
- 元朗泰衡街
- 西堤街